# Jean Kittrell
Jean Kittrell (* 27. Juni 1927; † 14. August 2018 in Edwardsville, Illinois) war eine US-amerikanische Jazzmusikerin (Piano, Gesang) des Dixieland sowie Hochschullehrerin.

## Leben und Wirken
Kittrell spielte im Kindesalter in der Kirche Klavier, wo sie auch Hymnen sang, und hatte Unterricht in Musiktheorie, als sie das Blue Mountain College besuchte. Zum Jazz kam sie während ihrer Ehe, als sie mit ihrem Mann, dem Trompeter Ed Kittrell, Jamsessions in ihrem Haus veranstaltete. Daraus ging schließlich die Chesapeake Bay Jass Band hervor, die in Norfolk, Virgina ansässig war. 1958 zogen die Kittrells nach Chicago, wo sie bei den Chicago Stompers spielten; 1959 tourten sie mit der Band durch Deutschland und die Niederlande. Im Laufe der folgenden Jahre trat sie meist auf lokaler Ebene als Solistin auf, wie von 1967 bis 1969 im Old Levee House bei St. Louis.
Im Hauptberuf war Kittrell, die einen Masterabschluss in Philosophie besaß und 1973 in Britischer Literatur des 20. Jahrhunderts an der Southern Illinois University Carbondale promoviert hatte, 25 Jahre als Dozentin an der Southern Illinois University Edwardsville bei St. Louis tätig und zog zwei Töchter groß. Daneben trat sie an Wochenenden im Lt. Robert E. Lee Restaurant and Saloon in St. Louis auf. 1967 nahm Kittrell mit Tony Parenti ein Album mit Songs von Bessie Smith auf (Jean Kittrell Sings the Blues), das bei Jazzology erschien; außerdem spielte sie mit Johnny Wiggs, Danny Barker, Doc Evans, George Brunies und der Preservation Hall Jazz Band. 1971 trat sie u. a. mit Slide Harris, Joe Muranyi, Tom Saunders, Herb Hall und Freddie Moore auf dem Manassas Jazz Festival auf; von 1972 bis 1974 arbeitete Kittrell mit den Formationen Mississippi Mudcats Jazz Band und der Boll Weevil Jass Band. Ab Mitte der 1970er-Jahre leitete sie parallel die Jazz Incredibles, die St. Louis Rivermen  und die Old St. Louis Levee Band. Im Bereich des Jazz war sie zwischen 1967 und 1995 an 18 Aufnahmesessions beteiligt. 2008 beendete sie ihre Karriere als Musikerin.

## Diskographische Hinweise
- Jean Kittrell with The Boll Weevils: Tain’t Nobody’s Business (GHB, 1970)
- Jean Kittrell Alone (Fat Cat’s, 1974)